# 7993 Johnbridges
7993 Johnbridges è un asteroide della fascia principale. Scoperto nel 1982, presenta un'orbita caratterizzata da un semiasse maggiore pari a 2,9236602 au e da un'eccentricità di 0,1347387, inclinata di 2,59443° rispetto all'eclittica.